# Theridion cohni
Theridion cohni là một loài nhện trong họ Theridiidae.
Loài này thuộc chi Theridion. Theridion cohni được Herbert Walter Levi miêu tả năm 1963.